# آدریان فوکر
آدریان فوکر (هلندی: Adriaan Daniël Fokker؛ زاده ۱۷ اوت ۱۸۸۷ - درگذشته ۲۴ سپتامبر ۱۹۷۲) یک فیزیک‌دان و موسیقیدان اهل هلند بود.